# Beypazarı kurusu
Il Beypazarı kurusu (tr. dal turco: "Secco di Beypazarı") è un biscotto tipico prodotto nel distretto di Beypazarı della provincia di Ankara, in Turchia. I suoi ingredienti sono: farina, latte, burro, lievito fresco, sale, margarina, cannella e facoltativamente sbriciolatura..  A causa della sua durezza, esiste un tipo più morbido chiamato "bagnato secco". Prodotto solo a Beypazarı, il tipo secco conserva la sua freschezza per un anno. Ogni anno ne vengono prodotte circa 2.000 tonnellate. 

## Produzione
La cottura avviene in  forni in pietra alimentati da legna di rovere. L'essiccazione avveniva in passato in fornaci di pietra, ma oggi si effettua in forni elettrici. Dopo la cottura, il biscotto viene conservato nel forno per 12-14 ore.

## Consumo

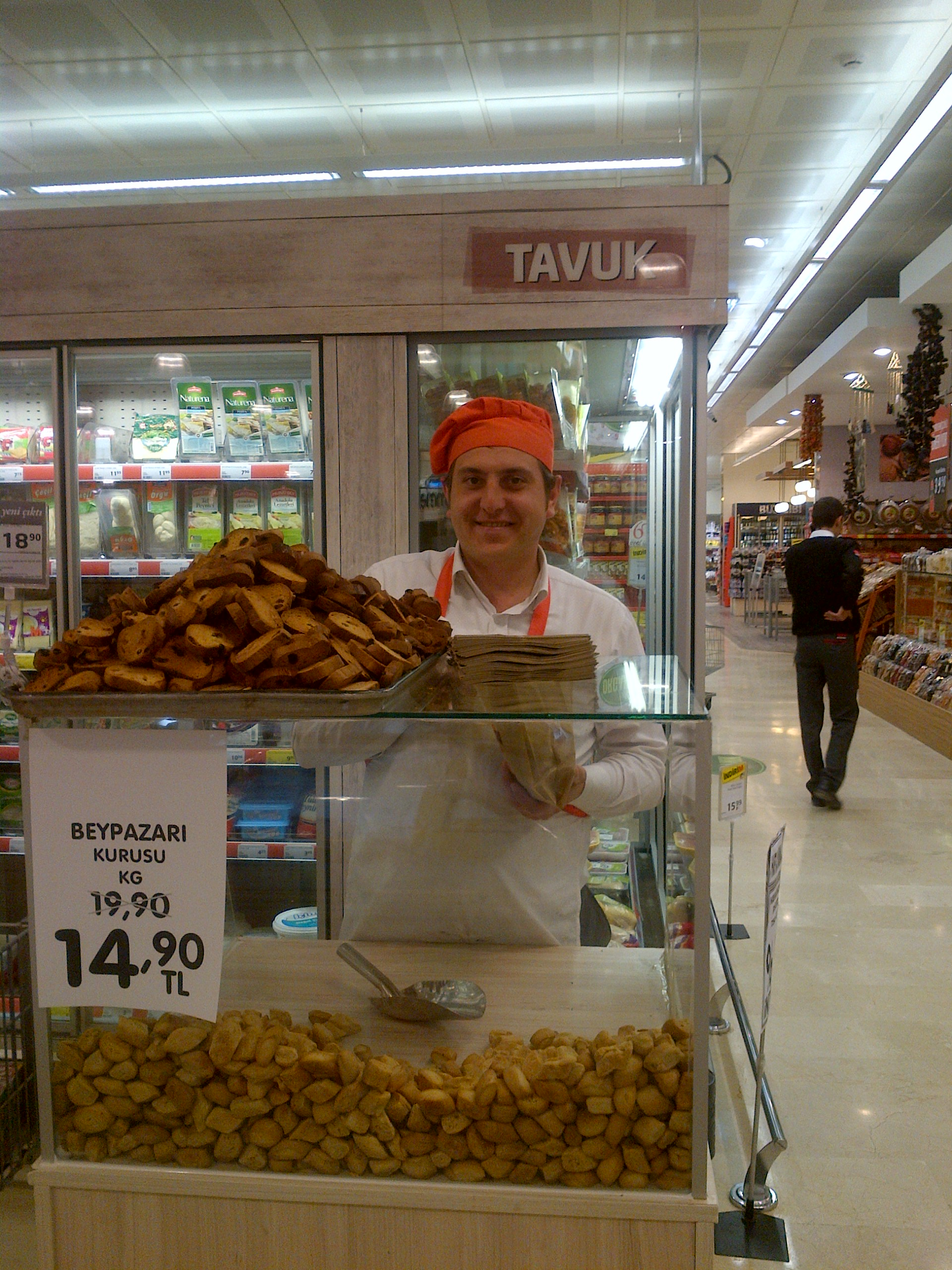
Beypazarı kurusu (sotto) e üzümlü gevrek (gevrek con uva passa) in un supermercato di Ankara

Il Beypazarı kurusu ha pochissimo zucchero, con una dolcezza appena percettibile. Si tratta di un tipico alimento da prima colazione e viene accompagnato da tè turco, soprattutto nella regione centrale del paese (Anatolia Centrale) dove viene offerto in vendita nei mercati e supermercati.

## IGT
L'Istituto dei brevetti turco ha richiesto l'indicazione geografica tipica per il Beypazarı Kurusu nel 2002. Il processo di registrazione è stato completato nel 2013.